# Lang (Stájerország)
Lang osztrák község Stájerország Leibnitzi járásában. 2017 januárjában 1290 lakosa volt. 

## Elhelyezkedése

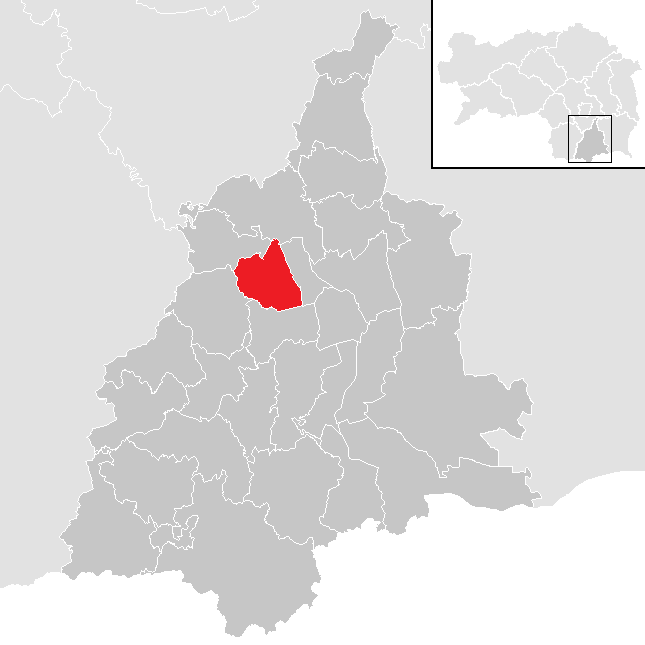
Lang a Leibnitzi járásban

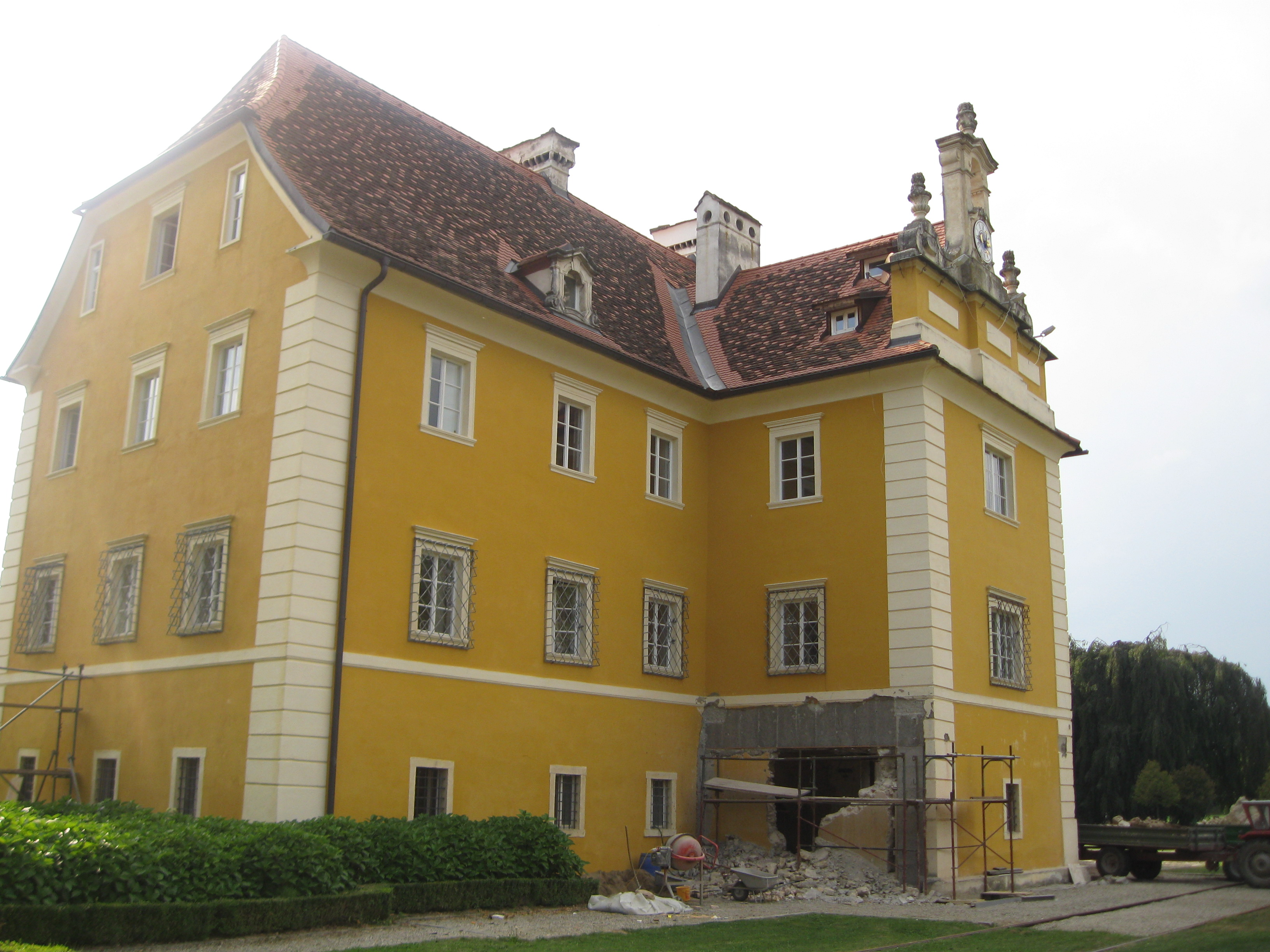
Az Eybesfeld-kastély

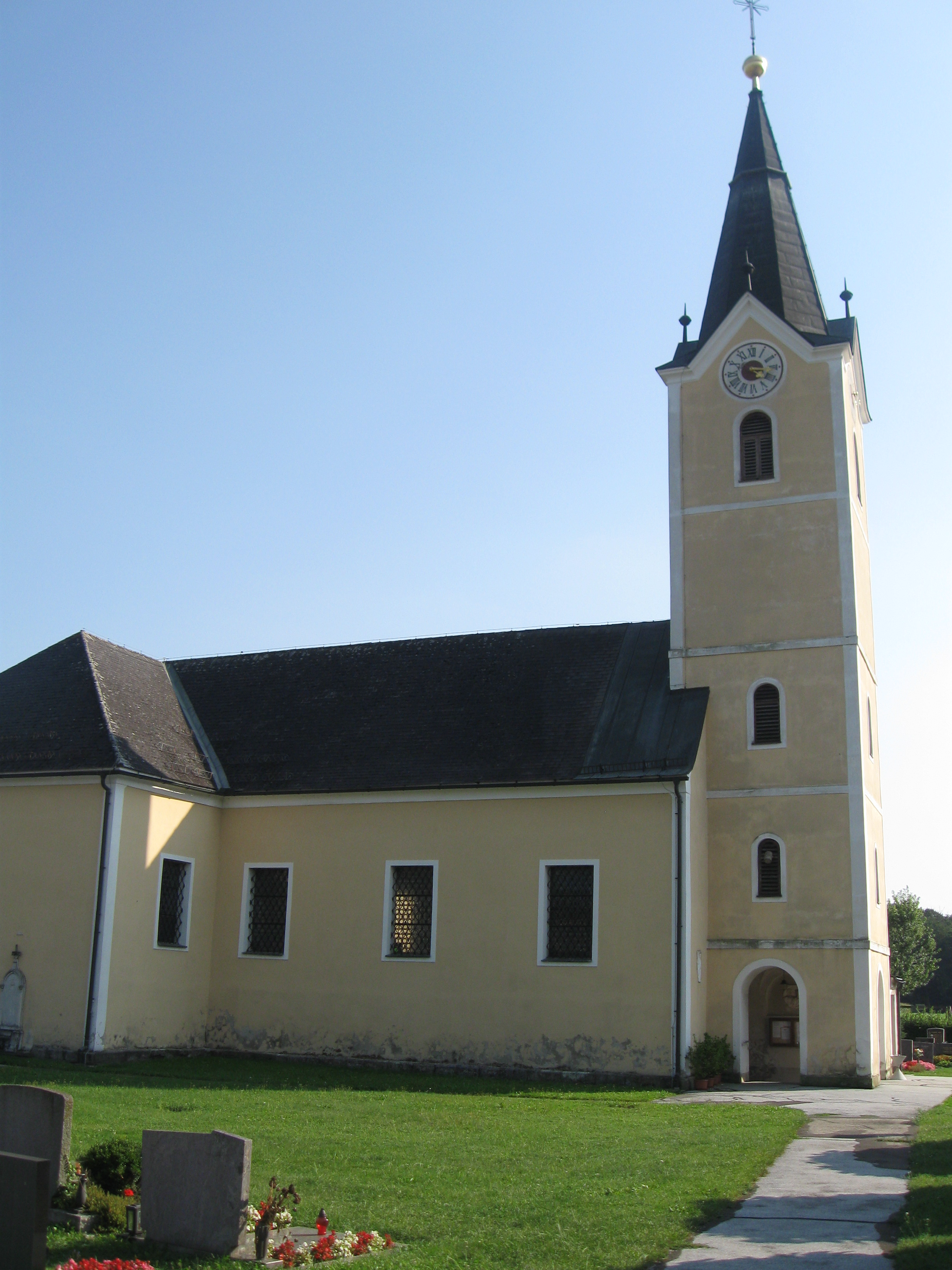
A Szt. Máté-plébániatemplom

Lang a tartomány déli részén fekszik a Nyugat-Stájerország régióban, a Laßnitz (a Mura jobb oldali mellékfolyója) mentén. Legmagasabb pontja 420, a legalacsonyabb 280 méteres. Az önkormányzat 6 katasztrális községben (Göttling, Jöss, Lang, Langaberg, Schirka, Stangersdorf) 9 falut egyesít: Dexenberg (167 lakos), Göttling (177), Jöß (291), Jöß-Gewerbegebiet (0), Lang (184), Langaberg (127), Schirka (102), Stangersdorf (203), Stangersdorf-Gewerbegebiet (5). 
A környező települések: északra Wildon, keletre Lebring-Sankt Margarethen, délre Tillmitsch, délnyugatra Sankt Nikolai im Sausal, északnyugatra Hengsberg. 

## Története
A Dexenberg fölötti Tischlerhöhe magaslaton már az i.e. 4. évezredben is éltek a Lasinja-kultúra képviselői. Néhány cserépedény  maradványa miatt feltételezik a 2. évezredbeli, bronzkori település létét, illetve az i.e. 9. században az urnamezős kultúra népe telepedett meg  a dombon. Ugyanők a Stangersdorf melletti teraszos domboldalon is alapítottak egy falut. Szintén Strangersdorf mellett találtak az i.e. 7. századból a hallstatti kultúrához, valamint a kelta La Tène-kultúrhoz köthető sírokat, vagyis feltételezhető, hogy nekik is volt egy településük a környéken.
A római időszakban, az i.sz. 1-4. század között a régió sűrűn lakott volt. Ebből a korból Jöß és Lang területén római majorságok maradványait és az őslakos kelták halomsírjait találták meg. Lang területén haladt át a Celeia és Flavia Solva közti út is.
A Karantán őrgrófság idején a német birodalom keleti határa igen közel, a Muránál húzódott és Lang területén még ma is megfigyelhetők a valamikor határvidéki védművek maradványai. Feltehetően ezekhez tartozott az Ördögárok (Teufelsgraben) nevű hosszú sánc is.
A település neve először a 12. század első felében jelenik meg a reini apátság okleveleiben Lunka és Stanegoiestorf formában. Lunka a Laßnitz folyó korabeli szláv nevéből, a Lunsnicából ered. A falvak ekkor az 1130-ban alapított apátság birtokában voltak. 1219-ben megalapították a Máté evangelistának szentelt kápolnát, amelyben a hengsbergi pap misézett. A kápolnát a 18. században bővítették ki a mai templommá.
Lang 1680 körül kapott saját papot. 1651-ben Christoph Freiherr von Eibiswald felépíttette Jößben az Eybesfeld-kastélyt. A kastélyt ekkor még négy toronnyal megerősített kőfal vette körbe, amelyet a 18. században a török veszély elmúltával lebontottak. A birtok 150 évig a Conrad-Eybesfeld családé volt, róluk kapta a kastély a nevét is.
1822-ben Langban 19 házat és 96 lakost számláltak. Az 1848-as forradalom után a politikai hatalom a földbirtokosoktól a választott községi tanács kezébe ment át; ekkor alakultak meg Lang és Schirka önkormányzatai.
Az Eybesfeld-kastélyhoz tartozó erdőben található a szomszédos első világháborús lebringi katonai tábor temetője, amelyben 1680 katona nyugszik. 1233-an a Monarchia különböző nemzetiségű katonái, 437-en pedig olasz, román, szerb, lengyel és orosz hadifoglyok voltak.
1939-ben Langban, akárcsak a szomszédos községekben a Birodalmi Munkaszolgálat (Reischsarbeitdienst) táborait állították fel, amelynek dolgozói a Laßnitz és a Kainach folyók szabályozásán dolgoztak. A táborokat 1945-ben felszámolták.
1968-ban Lang és Schirka önkormányzatait egyesítették. 2009-ben Lang és Hengsberg, Lebring-St. Margarethen, Stocking, Wildon és Weitendorf megalakította a Hengist kistérséget (a tagok közül Stocking és Weitendorf 2015-ben egyesült Wildonnal).

## Lakosság
A langi önkormányzat területén 2017 januárjában 1290 fő élt. 2015-ben a helybeliek 94,8-a volt osztrák állampolgár; a külföldiek közül 1,8% a régi (2004 előtti), 2,7% az új EU-tagállamokból érkezett. 0,2% a volt Jugoszlávia (Szlovénia és Horvátország nélkül) vagy Törökország, 0,5% egyéb országok polgára. 2001-ben 92,2% római katolikusnak, 1,3% evangélikusnak, 1,4% muszlimnak, 4,5% pedig felekezet nélkülinek vallotta magát. Ugyanekkor három magyar élt a községben. 

## Látnivalók

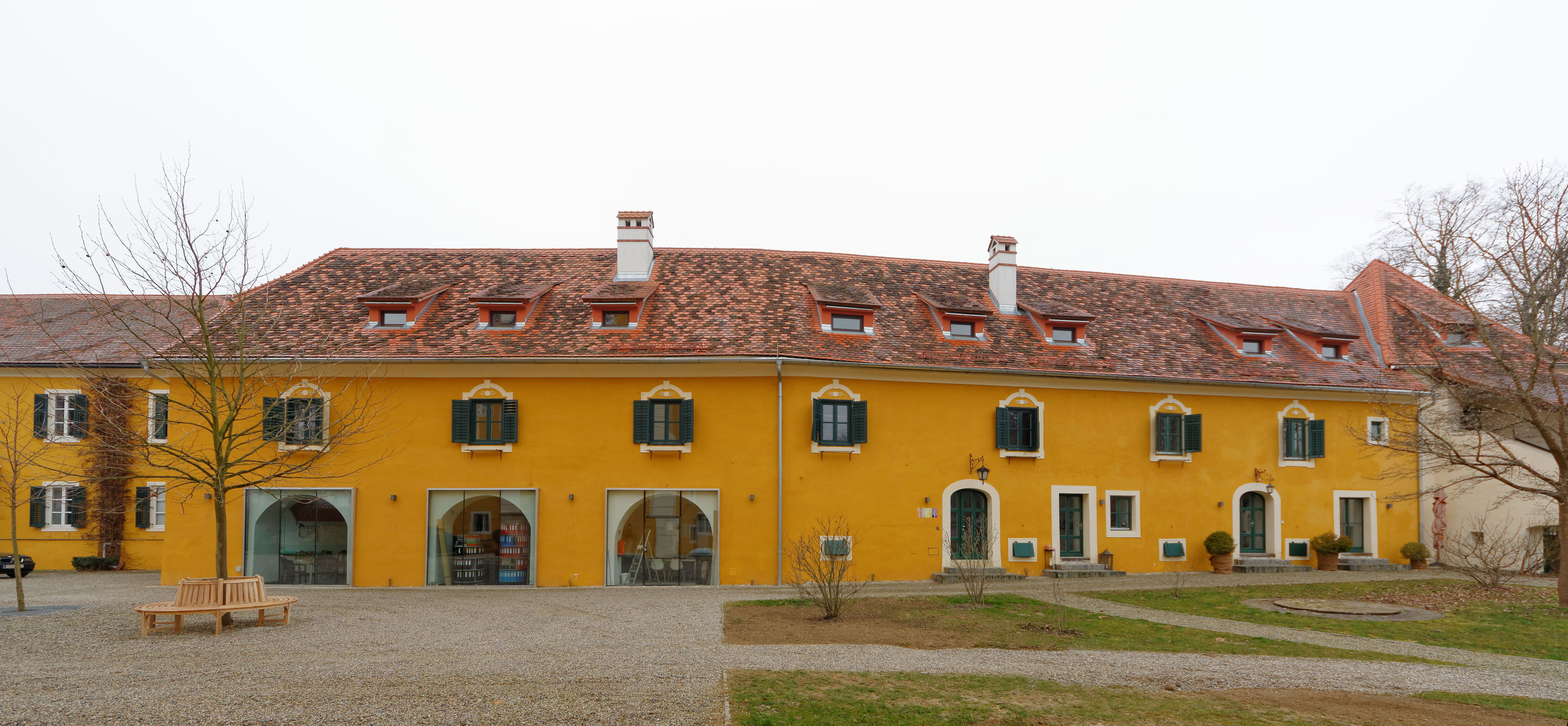
A kastély melletti lakóházak

- a jößi Eybesfeld-kastély és a hozzá tartozó lakóházak, valamint a régi fal két tornya
- a Szt. Máté-plébániatemplom 1700 körül épült, belső tere és harangja a 18. század elejéről való.
- Schirka kápolnája
- Göttling mezei kápolnája
- Wildoni Buchkogel természetvédelmi terület
- a langi kulturális tanösvény

## Fordítás
- Ez a szócikk részben vagy egészben  a   Lang (Steiermark) című német Wikipédia-szócikk ezen változatának fordításán alapul.  Az eredeti cikk szerkesztőit annak laptörténete sorolja fel. Ez a jelzés csupán a megfogalmazás eredetét és a szerzői jogokat jelzi, nem szolgál a cikkben szereplő információk forrásmegjelöléseként.